# مبطئ منخفض الكثافة فوق صوتي

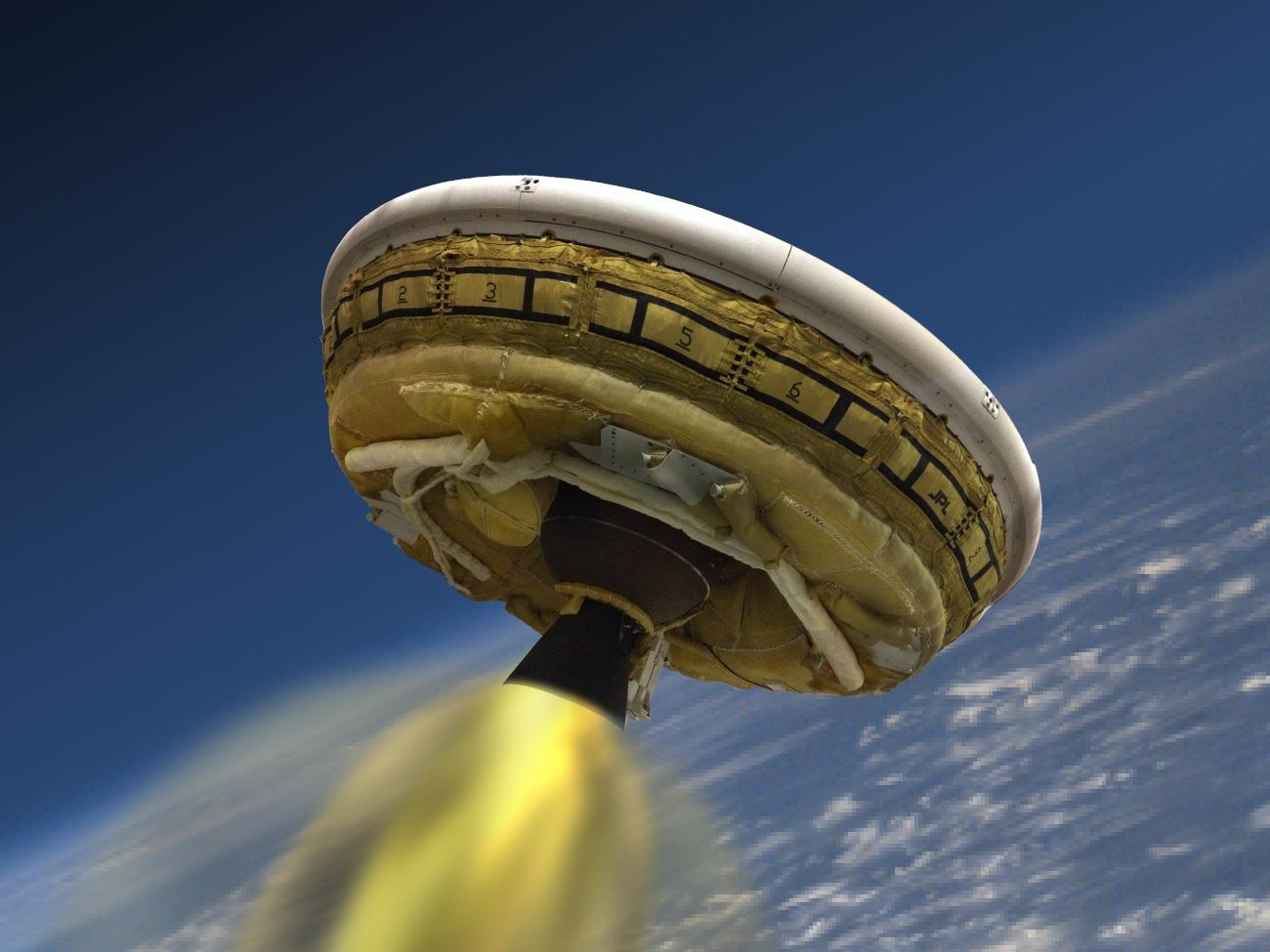

المبطئ منخفض الكثافة فوق الصوتي (إل دي إس دي) هو عبارة عن مركبة مُصممة لاختبار تقنيات دخول الغلاف الجوي على سطح المريخ. تستخدم إل دي إس دي ذات الشكل القرصي هيكلًا قابلًا للنفخ يسمى المبطئ الهوائي الديناميكي فوق الصوتي (إس آي إيه دي)، الذي يُعد في الأساس بالونًا على شكل حلوى الدونات، لتوليد مقاومة هوائية لإبطاء المركبة قبل نشر مظلة فوق صوتية كبيرة. الهدف من المشروع، الذي تبلغ تكلفته 230 مليون دولار، هو تطوير نظام دخول في الغلاف الجوي المريخي للهبوط بحمولات تتراوح كتلتها بين 2 و3 طن على سطح المريخ، أي أكثر من الحد الحالي للأنظمة المستخدمة البالغ طنًا واحدًا فقط.
يجري تطوير المركبة واختبارها من قبل مختبر الدفع النفاث التابع لناسا بإدارة مارك أدلر.
اختُبرت المركبة في عامي 2014 و2015.

## اختبار يونيو عام 2014
أُطلقت أول رحلة تجريبية في 28 يونيو 2014 من مرفق مرمى المحيط الهادئ للصواريخ التابع للبحرية الأمريكية في كاواي، هاواي، في الساعة 18:45 بالتوقيت العالمي المنسق (08:45 بالتوقيت المحلي). رفع بالون هيليوم مُخصص للارتفاعات العالية، يبلغ حجمه عند نفخه بالكامل 975000 متر مكعب (34430000 قدم مكعب)، المركبة إلى ارتفاع 36500 متر (119900 قدم). انفصلت المركبة في الساعة 21:05 بالتوقيت العالمي المنسق (11:05 بالتوقيت المحلي)، وجرى تشغيل أربع محركات صاروخية صغيرة تعمل بالوقود الصلب للمحافظة على استقرار المركبة عن طريق تدويرها.
بعد نصف ثانية من تشغيل المحركات، أُطلق محرك ستار 48 بي العامل بالوقود الصلب، لتسريع المركبة إلى سرعة ماخ 4.32 حتى وصلت لارتفاع 58200 متر (190900 قدم). بعد نفاذ وقود الصاروخ مباشرةً، قامت أربع محركات صاروخية أخرى بإيقاف دوران المركبة. عند تباطؤ المركبة إلى سرعة ماخ 4.08، نُشر المبطئ الديناميكي الهوائي ذي الشكل الأنبوبي بطول 6 أمتار (20 قدمًا) (تكوين إس آي إيه دي آر). يهدف إس آي إيه دي إلى زيادة المقاومة الهوائية للمركبة عن طريق زيادة مساحة سطح جانبها الأمامي، وبالتالي زيادة معدل التباطؤ.
عند التباطؤ إلى سرعة ماخ 2.54 (بعد نحو 86 ثانية بعد نشر إس آي إيه دي)، نُشرت مظلة القرص الشراعي فوق الصوتية (إس إس دي إس) لإبطاء المركبة أكثر. يبلغ قطر هذه المظلة 30.5 مترًا (100 قدم)، أي ضعفي مساحة المظلمة التي استُخدمت في مهمة مختبر علوم المريخ (كيوريوستي). مع ذلك، بدأت المظلة بالتمزق بعد الانتشار، قبل أن تصطدم المركبة بسطح المحيط الهادئ في الساعة 21:35 بالتوقيت العالمي المنسق (11:35 بالتوقيت المحلي) بسرعة 32 إلى 48 كيلومترًا في الساعة (20 إلى 30 ميلًا في الساعة). استُعيدت جميع سجلات الأجهزة والبيانات. على الرغم من هذه الحادثة، اعتُبرت المهمة ناجحةً؛ إذ كان الهدف الأساسي هو إثبات جدارة مركبة الاختبار، بينما كانت إس آي إيه دي وإس إس دي إس تجارب ثانوية.

## اختبار عام 2015
أُجري اختبار إي دي إس دي الثاني في يونيو 2015، في مرفق مرمى المحيط الهادئ للصواريخ. ركز هذا الاختبار على تقنيات إس آي إيه دي آر والشراع الحلقي فوق الصوتي (إس إس آر إس) البالغ طولها 6 أمتار (20 قدمًا)، والتي اعتمدت على الدروس المُستفادة من اختبار عام 2014. تضمنت التغييرات التي خُطط لها للمظلة شكلًا مستديرًا وتعزيزًا هيكليًا. بعد إلغاء المهمة عدة مرات بسبب الطقس السيء، أُطلقت الرحلة في 8 يونيو. مثل الاختبار الأول، انتفخ هيكل إس آي إيه دي بنجاح ولكن المظلة تضررت أثناء النشر. كان من المتوقع إطلاق الاختبار ثالث عام 2016.